# San José Pathuitz
San José Pathuitz es una localidad del estado mexicano de Chiapas. Es parte del municipio de Chilón.

## Toponimia
El nombre «San José» hace referencia al santo patrono de la localidad: José de Nazaret.

## Demografía
| Gráfica de evolución demográfica |
|                                  |

| Censo | Población |
| ----- | --------- |
| 1990  | 773       |
| 2000  | 433       |
| 2010  | 598       |
| 2020  | 1 233     |